# Ониашвили, Отар Давидович
Отар Давидович Ониашвили (груз. ოთარ დავითის ძე ონიაშვილი, 13 мая 1915, Тифлис — 14 августа 1968) — грузинский советский учёный в области строительной механики, академик Академии наук Грузинской ССР (1960), заслуженный деятель науки Грузинской ССР (1964).

## Биография
В 1935 году окончил Грузинский политехнический институт. По окончании продолжил обучение в аспирантуре МИСИ, ученик В. З. Власова. В 1936—1944 годах работал в проектных учреждениях и строительных организациях Москвы и Тбилиси.
В 1947 году возглавил отдел пространственных конструкций Института строительной механики и сейсмостойкости АН Грузинской ССР. Доктор физико-математических наук (1953) Член Российского национального комитета по теоретической и прикладной механике
Депутат Верховного Совета СССР 6-го созыва.
Похоронен в Дидубийском пантеоне.
Именем Отара Ониашвили названа улица в Тбилиси

## Научные интересы
Основные труды по динамике и устойчивости оболочек, исследованию сейсмостойкости строительных конструкций и сооружений.

## Награды
Награжден орденом Трудового Красного Знамени и медалями.